# Bratislav Punoševac
Bratislav Punoševac (født 9. juli 1987) er en serbisk fodboldspiller.